# 宗円寺 (世田谷区)
宗円寺（そうえんじ）は、東京都世田谷区にある曹洞宗の寺院。

## 概要
鎌倉時代後期、北条左近太郎入道成願（1317年没）の開基である。存応林可（江戸名所図会説）、または喜山正存（新編武蔵国風土記稿説）が中興したという。駒留八幡神社の別当寺でもあった。
境内には、「しょうづかの御婆様」を祀る小堂がある。咳を治すご利益があるとされ、江戸時代は多くの人で賑わったが、いつしか忘れ去られてしまった。1954年（昭和29年）に地元有志が「しょうづか講」を結成し、荒れた小堂を改築して毎月7の日を縁日にしている。

## 交通アクセス
- 東急田園都市線駒沢大学駅より徒歩2分。
- 渋谷駅・新代田駅などよりバス(東急バス)「上馬」下車